# Pterocephalus wendelboi
Pterocephalus wendelboi är en tvåhjärtbladig växtart som beskrevs av Karl Heinz Rechinger. Pterocephalus wendelboi ingår i släktet Pterocephalus och familjen Dipsacaceae. Inga underarter finns listade i Catalogue of Life.